# Гулистон (Дангаринский район)
Гулистон (тадж. Гулистон) — село в Дангаринском районе Хатлонской области Республики Таджикистан. Административный центр джамоата (сельской общины) Сангтуда Дангаринского района.
Находится на расстоянии 40 км от райцентра (пгт. Дангара).
Население — 3415 чел. (2017).
Образован в 1961 году переселенцами из сёл Бахорак, Хамикара (сейчас Шабафруз) и Шибонсой джамоата Лохур.